# Informe de desarrollo humano 1990
El Informe sobre Desarrollo Humano 1990 (HDR) bajo el título  Concepto y medición del desarrollo humano fue el primer Informe sobre Desarrollo Humano presentado en 1990.
El objetivo único de situar nuevamente a las personas en el centro del proceso de desarrollo, en términos de debates económicos, formulación de políticas y promoción. El objetivo era enorme y simple a la vez, con implicaciones de gran alcance: ir más allá de la cuestión del ingreso para evaluar el nivel de bienestar de las personas a largo plazo.
De esta manera, el Informe pretende lograr el desarrollo de las personas, por las personas y para las personas, y subrayar que los objetivos del desarrollo son las opciones y las libertades.
El punto central que aborda el Informe es cómo el crecimiento económico se traduce, o no logra traducirse, en desarrollo humano. El enfoque central está puesto en las personas y en cómo el desarrollo amplía su espectro de elecciones. A tal fin, el Informe analiza el significado y la medición del desarrollo humano y propone un nuevo índice compuesto. No obstante, su orientación general es práctica y pragmática al mismo tiempo: resume el devenir del desarrollo humano durante los últimos tres decenios y al mismo tiempo examina la experiencia de catorce países que lograron dirigir su crecimiento económico en beneficio del mayor número de personas posible.
Partiendo de esta premisa, el Informe plantea estrategias de desarrollo humano para el decenio de 1990, en las que se subraya la importancia de reestructurar los gastos presupuestarios, incluidos los gastos militares, y de crear un entorno económico y financiero que propicie el desarrollo humano.

## Datos según el informe
Los datos que aparecen aquí son los que presentó la PNUD en 1990.

### Índice de Desarrollo Humano Alto
| Posición | País                          | IDH 1990 (Datos 1985-1989) |
| -------- | ----------------------------- | -------------------------- |
| 1        | Japón                         | 0.996                      |
| 2        | Suecia                        | 0.987                      |
| 3        | Suiza                         | 0.986                      |
| 4        | Países Bajos                  | 0.985                      |
| 5        | Canadá                        | 0.983                      |
| 6        | Noruega                       | 0.983                      |
| 7        | Australia                     | 0.978                      |
| 8        | Francia                       | 0.974                      |
| 9        | Dinamarca                     | 0.971                      |
| 10       | Reino Unido                   | 0.970                      |
| 11       | Finlandia                     | 0.967                      |
| 12       | Alemania Occidental           | 0.967                      |
| 13       | Nueva Zelanda                 | 0.966                      |
| 14       | Italia                        | 0.966                      |
| 15       | Bélgica                       | 0.966                      |
| 16       | España                        | 0.965                      |
| 17       | Irlanda                       | 0.961                      |
| 18       | Austria                       | 0.961                      |
| 19       | Estados Unidos                | 0.961                      |
| 20       | Israel                        | 0.957                      |
| 21       | República Democrática Alemana | 0.953                      |
| 22       | Grecia                        | 0.949                      |
| 23       | Hong Kong                     | 0.936                      |
| 24       | Checoslovaquia                | 0.931                      |
| 25       | Unión Soviética               | 0.926                      |
| 26       | Bulgaria                      | 0.918                      |
| 27       | Yugoslavia                    | 0.917                      |
| 28       | Chile                         | 0.916                      |
| 29       | Costa Rica                    | 0.916                      |
| 30       | Hungría                       | 0.915                      |
| 31       | Uruguay                       | 0.913                      |
| 32       | Argentina                     | 0.910                      |
| 33       | Polonia                       | 0.910                      |
| 34       | Corea del Sur                 | 0.908                      |
| 35       | Singapur                      | 0.899                      |
| 36       | Portugal                      | 0.899                      |
| 37       | Trinidad y Tobago             | 0.885                      |
| 38       | Panamá                        | 0.883                      |
| 39       | Cuba                          | 0.877                      |
| 40       | México                        | 0.876                      |
| 41       | Rumania                       | 0.863                      |
| 42       | Venezuela                     | 0.861                      |
| 43       | Kuwait                        | 0.839                      |
| 44       | Jamaica                       | 0.824                      |
| 45       | Colombia                      | 0.801                      |
| 46       | Malasia                       | 0.800                      |

### Índice de Desarrollo Humano Medio
| Posición | País                   | IDH 1990 (Datos de 1985-1989) |
| -------- | ---------------------- | ----------------------------- |
| 47       | Albania                | 0.790                         |
| 48       | Sri Lanka              | 0.789                         |
| 49       | Corea del Norte        | 0.789                         |
| 50       | Mauricio               | 0.788                         |
| 51       | Brasil                 | 0.784                         |
| 52       | Paraguay               | 0.784                         |
| 53       | Tailandia              | 0.783                         |
| 54       | Emiratos Árabes Unidos | 0.782                         |
| 55       | Irak                   | 0.759                         |
| 56       | Ecuador                | 0.758                         |
| 57       | Perú                   | 0.753                         |
| 58       | Jordania               | 0.752                         |
| 59       | Turquía                | 0.751                         |
| 60       | Nicaragua              | 0.743                         |
| 61       | Mongolia               | 0.737                         |
| 62       | Líbano                 | 0.735                         |
| 63       | Sudáfrica              | 0.731                         |
| 64       | Libia                  | 0.719                         |
| 65       | China                  | 0.716                         |
| 66       | Filipinas              | 0.714                         |
| 67       | Arabia Saudita         | 0.702                         |
| 68       | República Dominicana   | 0.699                         |
| 69       | Siria                  | 0.691                         |
| 70       | Irán                   | 0.660                         |
| 71       | Túnez                  | 0.657                         |
| 72       | El Salvador            | 0.651                         |
| 73       | Botsuana               | 0.646                         |
| 74       | Argelia                | 0.609                         |
| 75       | Vietnam                | 0.608                         |
| 76       | Guatemala              | 0.592                         |
| 77       | Indonesia              | 0.591                         |
| 78       | Lesoto                 | 0.580                         |
| 79       | Zimbabue               | 0.576                         |
| 80       | Honduras               | 0.563                         |
| 81       | Birmania               | 0.561                         |
| 82       | Bolivia                | 0.548                         |
| 83       | Omán                   | 0.535                         |
| 84       | Gabón                  | 0.525                         |
| 85       | Laos                   | 0.506                         |
| 86       | Egipto                 | 0.501                         |

### Índice de Desarrollo Humano Bajo
| Posición | País                     | IDH 1990 (Datos 1985-1989) |
| -------- | ------------------------ | -------------------------- |
| 87       | Marruecos                | 0.489                      |
| 88       | Zambia                   | 0.481                      |
| 89       | Kenia                    | 0.481                      |
| 90       | Camerún                  | 0.474                      |
| 91       | Camboya                  | 0.471                      |
| 92       | Papúa Nueva Guinea       | 0.471                      |
| 93       | Madagascar               | 0.440                      |
| 94       | India                    | 0.439                      |
| 95       | Pakistán                 | 0.423                      |
| 96       | Tanzania                 | 0.413                      |
| 97       | Namibia                  | 0.404                      |
| 98       | Congo                    | 0.395                      |
| 99       | Costa de Marfil          | 0.393                      |
| 100      | Yemen del Sur            | 0.369                      |
| 101      | Ghana                    | 0.360                      |
| 102      | Haití                    | 0.356                      |
| 103      | Uganda                   | 0.354                      |
| 104      | Togo                     | 0.337                      |
| 105      | Liberia                  | 0.333                      |
| 106      | Yemen del Norte          | 0.328                      |
| 107      | Nigeria                  | 0.322                      |
| 108      | Bangladés                | 0.318                      |
| 109      | Angola                   | 0.304                      |
| 110      | Ruanda                   | 0.304                      |
| 111      | Zaire                    | 0.294                      |
| 112      | Etiopía                  | 0.282                      |
| 113      | Senegal                  | 0.274                      |
| 114      | Nepal                    | 0.273                      |
| 115      | República Centroafricana | 0.258                      |
| 116      | Sudán                    | 0.255                      |
| 117      | Malaui                   | 0.250                      |
| 118      | Mozambique               | 0.239                      |
| 119      | Bután                    | 0.236                      |
| 120      | Burundi                  | 0.235                      |
| 121      | Benín                    | 0.224                      |
| 122      | Afganistán               | 0.212                      |
| 123      | Mauritania               | 0.208                      |
| 124      | Somalia                  | 0.200                      |
| 125      | Guinea                   | 0.162                      |
| 126      | Chad                     | 0.157                      |
| 127      | Sierra Leona             | 0.150                      |
| 128      | Burkina Faso             | 0.150                      |
| 129      | Malí                     | 0.143                      |
| 130      | Níger                    | 0.116                      |

## Otros datos
- Al realizarse este Informe, todavía Alemania se encontraba dividida. Este país no se llegó a reunificar hasta el 3 de octubre de ese mismo año, después de la histórica caída del muro de Berlín.
- También se agregaron varias federaciones que luego se separaron como la Unión Soviética (la que se separó en 1991 en 15 repúblicas), Checoslovaquia (hasta el 1 de enero de 1993), Yugoslavia (que se separaron después de la sangrienta Guerra de Yugoslavia, de la que solo quedó Serbia y Montenegro, quienes se separaron en el 2006).
- También se agregaron los datos de las dos Yemen, que luego se unificarían el 22 de mayo de 1990.
- En 1999 la PNUD cambió la metodología utilizada para calcular el IDH, debido a eso los datos anteriores a ese año han sido corregidos, por ello la Oficina encargada del Informe sobre Desarrollo Humano recomienda que no se hagan análisis de tendencia basados en datos de distintas ediciones del Informe.[3]
- La Organización de las Naciones Unidas proclama en 1990 como el Año Internacional de la Alfabetización.